# Marko Tikka
Marko Tikka, född 1970 i Joutseno, finländsk historiker, fil.dr.
Tikka har tillhört det forskarteam som ingick i ett projekt vid Tammerfors universitet om krigsrättslig verksamhet i finska inbördeskriget. Hans Kenttäoikeudet (2004) har behandlat röd och vit terror i samband med kriget. Valkoisen hämärän maa? (2006) är den första översikten över politiskt våld som följde direkt på inbördeskriget. Hans Terrorin aika (2006) är en översikt över de oroliga åren 1917-21. 
Han har även skrivit avsnitt i verken Sotaoloissa vuosina 1914-1922 surmansa saaneet (2004), i Ruumiita ja muistelmia (2005), 

## Övriga publikationer
- Koston kevät (1999, med Antti Arponen)
- Väkivallan aika (1999)
- Harmonikan kuningas Vili Vesterinen (2007)